# Harold V. McIntosh
Harold Varner McIntosh (Denver, 11 de marzo de 1929-Puebla de Zaragoza, 30 de noviembre de 2015) fue un físico computacional estadounidense que trabajó durante muchos años en México. Más allá de la física, sus intereses de investigación incluyeron la química cuántica, el diseño de lenguajes de programación, los autómatas celulares y los flexágonos.

## Biografía

### Primeros años
McIntosh nació el 11 de marzo de 1929, en Denver, Colorado, y era estudiante de la Facultad de Agricultura y Artes Mecánicas del Estado de Colorado (ahora Universidad Estatal de Colorado), donde se graduó en 1949 con una licenciatura en física. Continuó sus estudios de posgrado en la Universidad Cornell, obteniendo una maestría en 1952. Comenzó estudios de doctorado en la Universidad Brandeis, pero se detuvo antes de completar el programa.
Mucho más tarde en su carrera, completó un doctorado en química cuántica en la Universidad de Uppsala en Suecia en 1972.

### Carrera
Después de dejar Brandeis, McIntosh trabajó en Aberdeen Proving Ground y luego en el Instituto de Investigación de Estudios Avanzados en Baltimore. En 1962 se trasladó a la Universidad de Florida para trabajar allí en teoría cuántica en el departamento de física y astronomía.
En 1964, McIntosh se mudó a México, donde trabajaría el resto de su carrera. Inició en el centro de investigación y estudios avanzados del Instituto Politécnico Nacional, que eventualmente se convirtió en CINVESTAV; trabajó allí en el diseño del lenguaje de programación CONVERT. Luego de otro año como director de programación en el centro de cómputo de la Universidad Nacional Autónoma de México (nuevamente trabajando en el diseño de lenguajes de programación) regresó en 1966 al Instituto Politécnico Nacional como profesor de la Facultad de Física y Matemáticas y coordinador de matemáticas aplicadas. Aquí, además del desarrollo de lenguajes de programación y software para la visualización científica, sus intereses volvieron a la física, incluidos problemas de degeneración en la solución de ecuaciones físicas y problemas cuánticos de dos cuerpos que involucran un monopolo magnético (el llamado sistema MICZ Kepler, en el que la M significa McIntosh).

### Últimos años
Luego de nueve años en el Instituto Politécnico Nacional, McIntosh se trasladó en 1975 al Instituto de Ciencias de la Benemérita Universidad Autónoma de Puebla, donde se convirtió en director fundador del Departamento de Aplicaciones Microinformáticas. Allí, sus intereses se trasladaron a los autómatas celulares durante las últimas décadas de su carrera.
Falleció en Puebla de Zaragoza, Puebla, el 30 de noviembre de 2015.

## Reconocimientos
McIntosh fue miembro de la Academia Mexicana de Ciencias. En 2008, se publicó un número especial del Journal of Cellular Automata en su honor. En 2018 la Biblioteca Central Universitaria de la BUAP inauguró su acervo bibliográfico.

## Obra seleccionada
- McIntosh, Harold V. (December 1959), «On accidental degeneracy in classical and quantum mechanics», American Journal of Physics 27 (9): 620-625, doi:10.1119/1.1934944.
- Guzmán, Adolfo; McIntosh, Harold V. (August 1966), «CONVERT», Communications of the ACM (Association for Computing Machinery) 9 (8): 604-615, doi:10.1145/365758.365787.
- McIntosh, Harold V.; Cisneros, Arturo (1970), «Degeneracy in the presence of a magnetic monopole», Journal of Mathematical Physics 11 (3): 896-916, doi:10.1063/1.1665227.
- McIntosh, Harold V. (1971), «Symmetry and degeneracy»,  en Loebl, Ernest M., ed., Group theory and its applications, Vol. II, New York: Academic Press, pp. 75-144.
- Hehenberger, Michael; McIntosh, Harold V.; Brändas, Erkki (November 1974), «Weyl's theory applied to the Stark effect in the hydrogen atom», Physical Review A 10 (5): 1494-1506, doi:10.1103/physreva.10.1494.
- McIntosh, Harold V. (1990), «Wolfram's class IV automata and a good Life»,  en Gutowitz, Howard, ed., Physica D 45 (1–3): 105-121, doi:10.1016/0167-2789(90)90177-Q.
- Martínez, Genaro Juárez; Adamatzky, Andrew; McIntosh, Harold V. (April 2006), «Phenomenology of glider collisions in cellular automaton Rule 54 and associated logical gates», Chaos, Solitons & Fractals 28 (1): 100-111, doi:10.1016/j.chaos.2005.05.013.
- McIntosh, Harold V. (2009), One Dimensional Cellular Automata, Luniver Press.